# Радио Србобран
Радио Србобран је са радом почео 19. октобра 1968. године. Радио Србобран је данас јавни сервис општине Србобран.
Радио Србобран као најстарија радио-станица у Војводини, свој програм емитује на српском, мађарском и делом на ромском и хрватском језику, пратећи савремена кретања, потребе својих слушалаца и економску логику, 24 сата дневно.
Информативне емисије се емитују од 1968. године без прекида на српском и мађарском језику.
Укупно 9 упослених радника, 24 сата дневно брине о нашим слушаоцима, ослушкујући њихове потребе, жеље и захтеве.
Радио Србобран данас располаже најсавременијом техничком опремом за припрему, производњу и реализацију програма. Два студија са новом и квалитетном опремом уз најсавременије рачунаре, омогућавају реализацију и најкомпликованијих програмских садржаја, а уз помоћ програма за монтажу омогућавају и извршавање најзахтевнијих задатака у припреми тонских прилога савршеног квалитета.
Нова дигитална репортерска опрема за рад новинара на терену омогућују да се квалитетно испрате сви догађаји на терену.
Једна од ретких радио-станица која на располагању има обучене људе и мобилну опрему за директне преносе свих програмски атрактивних догађаја. Директне преносе обављају у складу са програмском политиком, што занчи и емитовање најатрактивнијих емисија из импровизованог студија у граду, као и сада већ редовне преносе заседања локалне Скупштине.